# Учалы (станция)
Учалы́ (баш. Учалы) — грузовая железнодорожная станция Златоустовского региона Южно-Уральской железной дороги. Расположено в селе Учалы Учалинского района Республики Башкортостан.

## История
В 1959 году достраивается и вводится в эксплуатацию железнодорожная линия Миасс — Учалы.
В 2013 году был отменён пригородный поезд Миасс — Учалы. В связи с этим станция утратила пассажирскую функцию.

## Описание
Станция осуществляет следующие операции: выдачу грузов от 3 до 5 тонн, выдачу и приём мелких грузов с крытых складов и ряд других. А Производит коммерческие операции: выдачу и приём багажа; продажу пассажирских билетов и другие.Здание вокзала одноэтажное, малогабаритное, выкрашено снаружи в кремовый цвет.
По информации на 2013 год на вокзале ст. Учалы работает билетная касса.